# Дискографія The Vines
Це дискографія австралійського гурту The Vines, що виконує альтернативний рок.

## Альбоми

### Студійні альбоми
| Рік                                       | Деталі | Пікова позиція | Пікова позиція | Пікова позиція | Пікова позиція | Пікова позиція | Пікова позиція | Пікова позиція | Пікова позиція | Пікова позиція | Пікова позиція | Пікова позиція | Сертифікації (продажі)                               |
| Рік                                       | Деталі | AUS            | AUT            | BEL            | FRA            | GER            | IRE            | NZ             | NOR            | SWI            | UK             | US             | Сертифікації (продажі)                               |
| ----------------------------------------- | --- | -------------- | -------------- | -------------- | -------------- | -------------- | -------------- | -------------- | -------------- | -------------- | -------------- | -------------- | ---------------------------------------------------- |
| 2002                                      | Highly Evolved - Видано: 14 липня 2002 - Формат: CD, вініл - Лейбл: Capitol                                 | 5              | 28             | —              | 56             | 33             | 13             | 48             | 22             | —              | 3              | 11             | - AUS: 2x Platinum - CAN: Gold - UK: Gold - US: Gold |
| 2004                                      | Winning Days - Видано: 21 березня 2004 - Формат: CD, вініл - Лейбл: Capitol                                 | 7              | 40             | 63             | 51             | 47             | —              | —              | —              | 77             | 29             | 23             | - AUS: Gold                                          |
| 2006                                      | Vision Valley - Видано: 1 квітня 2006 - Формат: CD, вініл - Лейбл: Capitol                                  | 14             | —              | —              | 152            | —              | —              | —              | —              | 94             | 71             | 136            | - AUS: Silver                                        |
| 2008                                      | Melodia - Видано: 12 липня 2008 - Формат: CD, цифрова дистрибуція - Лейбл: Ivy League                       | 12             | —              | —              | —              | —              | —              | —              | —              | —              | —              | —              |                                                      |
| 2011                                      | Future Primitive - Видано: 3 червня 2011 - Формат: CD, цифрова дистрибуція - Лейбл: Sony Music Australia    | 24             | —              | —              | —              | —              | —              | —              | —              | —              | —              | —              |                                                      |
| 2014                                      | Wicked Nature - Видано: 2 вересня 2014 - Формат: 2CD, 2LP, цифрова дистрибуція - Лейбл: Wicked Nature Music | 29             | —              | —              | —              | —              | —              | —              | —              | —              | —              | —              |                                                      |
| 2018                                      | In Miracle Land - Видано: 29 червня 2018 - Формат: CD, цифрова дистрибуція - Лейбл: Wicked Nature Music     | —              | —              | —              | —              | —              | —              | —              | —              | —              | —              | —              |                                                      |
| «—» означає, що реліз не потрапив в чарт. | |                |                |                |                |                |                |                |                |                |                |                |                                                      |

### Збірки
- The Best of The Vines (11 березня 2008)

### Демо та Міні-альбоми
- Demo (2001, лунати на концертах під час турне з You Am I у 2001)
- Mixes (2001, незавершений альбом)
- This Is Not The Vines Album (2002, 6 треів EP)
- College EP (2002, 5 треків з промо-CD США)

## Сингли
| Рік                                       | Назва                                | Пікова позиція | Пікова позиція | Пікова позиція | Пікова позиція | Альбом           |
| Рік                                       | Назва                                | AUS            | UK             | US Mod         | US Main        | Альбом           |
| ----------------------------------------- | ------------------------------------ | -------------- | -------------- | -------------- | -------------- | ---------------- |
| 2001                                      | «Hot Leather/Sunchild»[A][C]         | —              | —              | —              | —              | лише сингл-реліз |
| 2001                                      | «Factory»                            | —              | 198            | —              | —              | Highly Evolved   |
| 2002                                      | «Highly Evolved»                     | 70             | 32             | —              | —              | Highly Evolved   |
| 2002                                      | «Get Free»                           | 44             | 24             | 7              | 27             | Highly Evolved   |
| 2002                                      | «Outtathaway!»                       | 38             | 20             | 19             | —              | Highly Evolved   |
| 2003                                      | «Homesick»                           | 50             | —              | —              | —              | Highly Evolved   |
| 2003                                      | «Fuck the World»[B]                  | 70             | —              | —              | —              | Winning Days     |
| 2004                                      | «Ride»                               | 44             | 25             | 13             | —              | Winning Days     |
| 2004                                      | «Winning Days»                       | 65             | 42             | —              | —              | Winning Days     |
| 2006                                      | «Gross Out» (Радіо та відео-промо)   | —              | —              | —              | —              | Vision Valley    |
| 2006                                      | «Don't Listen to the Radio»          | 46             | 66             | —              | —              | Vision Valley    |
| 2006                                      | «Anysound»                           | 91             | 63             | —              | —              | Vision Valley    |
| 2007                                      | «Dope Train» (Video-only promo)[C]   | —              | —              | —              | —              | Vision Valley    |
| 2008                                      | «He's a Rocker»[C]                   | 79             | —              | —              | —              | Melodia          |
| 2008                                      | «MerryGoRound» (Radio-only promo)[C] | —              | —              | —              | —              | Melodia          |
| 2008                                      | «Get Out»                            | 82             | —              | —              | —              | Melodia          |
| 2011                                      | «Gimme Love»[B][C]                   | 85             | —              | —              | —              | Future Primitive |
| 2011                                      | «Future Primitive»[B]                | —              | —              | —              | —              | Future Primitive |
| 2014                                      | «Metal Zone» [C]                     | —              | —              | —              | —              | Wicked Nature    |
| «—» означає, що реліз не потрапив в чарт. |                                      |                |                |                |                |                  |

Notes
- A ^Обмежена серія (1,000 копій) 7" вініл.
- B ^iTunes and 7" вініл.
- C ^Лише в Австралії.

## Саундтреки
- I Am Sam (2002, covered «I'm Only Sleeping» гурту The Beatles)
- No Man's Woman (2007, кавер пісні «4ever» гурту The Veronicas)
- Bruce Almighty (2003, пісня «Outtathaway!»)
- Kicking & Screaming (2005, пісня «Ride»)
- Guitar Hero 6 (2011, пісня «Get Free»)
- Agent Cody Banks (2003, пісня «Get Free»)
- FlatOut 2 (2006, пісня «Don't Listen to the Radio»)

## Кавери
Крім кавер-пісень різних гуртів на збірках та на своїх ранніх виступах, The Vines також виконує кавер-версії на дві пісні хіп-хопу дуету Outkast.
- Акустичний кавер на «Ms. Jackson» був виданий на B-сайді їх синглу 2002 року, «Outtathaway!». Реп-вірші не виконуються.
- «So Fresh, So Clean» виконувалась на Big Day Out, австралійському музичному фестивалі, на початку 2007 року.